# Leon Płoszewski
Leon Płoszewski (ur. 12 sierpnia 1890 w Krakowie, zm. 9 lipca 1970 tamże) – polski historyk literatury, edytor i nauczyciel.

## Życiorys
Był synem Józefa, urzędnika pocztowego i Antoniny z Fürbeków. Uczył sią w CK III Gimnazjum im. Króla Jana Sobieskiego w Krakowie, w 1908 ukończył I Gimnazjum im. Kazimierza Brodzińskiego w Tarnowie.  W latach 1908–1912 studiował polonistykę i romanistykę na Uniwersytecie Jagiellońskim (UJ) w Krakowie. W roku akademickim 1913/1914 studiował na Sorbonie w Paryżu. Od lutego 1915 pracował jako nauczyciel gimnazjalny w polskim Gimnazjum Realnym Macierzy Szkolnej w Orłowej  na Śląsku Cieszyńskim, od października 1915 w IV Gimnazjum Realnym w Krakowie i od marca 1916 w Wyższej Szkole Realnej w Żywcu. W 1916 zdał państwowy egzamin nauczycielski w zakresie filologii polskiej i francuskiej. W sierpniu 1919 przeniósł się do Warszawy, gdzie w latach 1919–1926 był nauczycielem języka polskiego i francuskiego w Państwowym Gimnazjum im. Stefana Batorego, a od 1925 w Gimnazjum im. M. Konopnickiej. Równolegle prowadził działalność naukową w zakresie historii literatury i edytorstwa, związanego z twórczością Adama Mickiewicza i Stanisława Wyspiańskiego. W 1932 uzyskał stopień doktora filozofii na UJ na podstawie rozprawy Fragmenty dramatyczne Wyspiańskiego (promotor Ignacy Chrzanowski). W 1934 ożenił się z Wiktorią Reiner, romanistką i pianistką.
W czasie wojny zaangażował się w tajne nauczanie, po upadku powstania warszawskiego podjął pracę nauczyciela w Gimnazjum im. Kazimierza Brodzińskiego w Tarnowie, a jesienią 1945 zamieszkał w Krakowie, gdzie kontynuował prace edytorskie.
W latach 1956–1960 był zatrudniony jako pracownik naukowy w Instytucie Badań Literackich (IBL) Polskiej Akademii Nauk, od 1957 wchodził w skład Rady Naukowej IBL, w 1957 otrzymał nominację na profesora nadzwyczajnego. 
Opracował (z zespołem) Wydanie Sejmowe (1922–1939), Wydanie Narodowe (1945–1955) i Jubileuszowe (1954–1955) Dzieł Adama Mickiewicza oraz Stanisława Wyspiańskiego (Dzieła zebrane, t. 1–14, 1957–1966).
Był inicjatorem cotygodniowych spotkaniań towarzyskich ludzi zainteresowanych literaturą i kulturą p.n. Klub Literacki i Naukowy (Klin), który działał od 20 grudnia 1928 do 15 czerwca 1939 oraz dwa lata po wojnie.
W 1968 został członkiem honorowym Towarzystwa Literackiego im. A. Mickiewicza. 
Został pochowany na cmentarzu Rakowickim w Krakowie (kwatera 27 - rząd płn.).

## Ordery i odznaczenia
- Srebrny Wawrzyn Akademicki (1935)[1]
- Krzyż Kawalerski Orderu Świętego Sawy V klasy (1955)[1]
- Order Sztandaru Pracy I klasy (1956)[1]